# Formigueret de carpó taronja
El formigueret de carpó taronja (Euchrepomis callinota) és una espècie d'ocell de la família dels tamnofílids (Thamnophilidae).

## Hàbitat i distribució
Viu a la selva pluvial de les muntanyes de Costa Rica, oest i est de Panamà, Colòmbia, sud-oest de Guyana, oest i est d'Equador i nord i est del Perú. També al nord-oest de Veneçuela.